# Kaggalapura, Kunigal
Kaggalapura là một làng thuộc tehsil Kunigal, huyện Tumkur, bang Karnataka, Ấn Độ.